# Frederick Tucker, Baron Tucker
Frederick James Tucker, Baron Tucker PC (* 22. Mai 1888; † 27. November 1975) war ein britischer Jurist, der zuletzt als Lord of Appeal in Ordinary aufgrund des Appellate Jurisdiction Act 1876 als Life Peer auch Mitglied des House of Lords war.

## Leben
Tucker, dessen Vater Frederick Nugent Tucker Mitglied der Legislativversammlung der Kolonie Natal war, absolvierte nach dem Schulbesuch ein Studium der Rechtswissenschaften und erhielt nach Abschluss des Studiums 1914 seine anwaltliche Zulassung bei der Rechtsanwaltskammer (Inns of Court) von Inner Temple. Im Anschluss nahm er eine Tätigkeit als Barrister auf und fungierte zwischen 1929 und 1937 als Mitglied des Generalrates der Anwaltschaft (General Council of the Bar). Für seine anwaltlichen Verdienste wurde er 1933 zum Kronanwalt (King’s Counsel) ernannt sowie 1937 sogenannter „Bencher“ der Anwaltskammer von Inner Temple.
Tucker, der zwischen 1936 und 1937 Stadtrichter (Recorder) von Southampton war, wurde 1937 Richter an der Kammer für Zivilsachen (King’s Bench Division) an dem für England und Wales zuständigen  High Court of Justice und bekleidete dieses Richteramt bis 1960. Zugleich wurde er 1937 zum Knight Bachelor geschlagen und führte seither den Namenszusatz „Sir“. 
Nach Beendigung dieser Richtertätigkeit erfolgte 1945 seine Berufung zum Richter (Lord Justice of Appeal) am Court of Appeal, dem für England und Wales zuständigen Appellationsgericht, an dem er bis 1950 tätig war. Daneben wurde er 1945 auch zum Privy Councillor ernannt sowie 1946 Fellow des New College der University of Oxford. 1945 war er Vorsitzender Richter bei dem Prozess gegen den faschistischen Politiker William Joyce.
Zuletzt wurde Tucker durch ein Letters Patent vom 29. September 1950 aufgrund des Appellate Jurisdiction Act 1876 als Life Peer mit dem Titel Baron Tucker, of Great Bookham in the County of Surrey, zum Mitglied des House of Lords in den Adelsstand berufen und wirkte bis zu seinem Eintritt in den Ruhestand am 6. Oktober 1961 als Lordrichter (Lord of Appeal in Ordinary).